# 飯野嘉則
飯野嘉則（いいの よしのり、1983年2月23日 - ）は、東京都杉並区出身の元自転車競技（ロードレース）選手である。

## 経歴
東京電機大学工学部卒業、同大学大学院工学研究科精密システム工学専攻修士課程修了。大学在学中からスミタラバネロパールイズミに所属し、第1回全日本実業団U23選手権大会にて優勝した。

## 主な成績
- 2002年
  - 東日本実業団トラック大会 チームスプリント優勝
- 2004年
  - 全日本アマチュア選手権ロードレース 9位
  - チャレンジサイクルロードレース大会 A-U 10位
- 2006年
  - 高石杯関東地域自転車道路競走大会 男子団体 優勝
  - チャレンジサイクルロードレース大会 A-E 4位
  - 全日本選手権・ロードレース 7位
  - 3DAY CYCLE ROAD 熊野 総合9位
- 2007年
  - 全日本実業団・群馬実業団カップ 7位
  - チャレンジサイクルロードレース大会 A-E 9位
  - 全日本実業団サイクルロードレース in 石川 9位
  - ツール・ド・北海道 総合10位
  - 全日本実業団クリテリウム in 南紀 10位
- 2010年
  - JBCF 西日本サイクルロードレース 5位
  - 全日本選手権・個人タイムトライアル 9位